# Charlevoix Building
El Charlevoix Building, también conocido como Hotel Charlevoix, era un edificio de gran altura en el Downtown de Detroit, la ciudad más poblada del estado de Míchigan (Estados Unidos). Fue construido en 1905 y diseñado en estilo Beaux Arts por el arquitecto local William S. Joy. Medía 42,67 m y tenía 14 plantas. Originalmente era un edificio de oficinas, pero se convirtió en hotel en 1912, y luego de nuevo en un edificio de oficinas en 1922, aunque hay evidencia de que ocasionalmente fue una mezcla de ambos. 
Cerró en algún momento de la década de 1980 después de ser comprado por Ralph Sachs. Permaneció cerrado y luego se agregó al Distrito histórico de Park Avenue. A pesar de ser el hotel más antiguo de Detroit en ese momento, fue demolido en 2013 por negligencia en proceso plagado de irregularidades. Actualmente, hay un estacionamiento en este sitio.

## Historia
El Hotel Charlevoix fue construido en 1905 y diseñado por el arquitecto William S. Joy. Originalmente fue diseñado en estilo Beaux-Arts con un tramo de luz en el centro, dando la apariencia de que el edificio estaba dividido en dos. El edificio se construyó originalmente como un edificio de oficinas, se convirtió en un hotel en 1912 y luego se volvió a convertir en un edificio de oficinas en 1922. Existe evidencia de que en un momento fue una mezcla de ambos. Fue una alternativa más barata a otras en el área por Lew Tuller. Los detalles se eliminaron en 1953, dejándolo al descubierto. El edificio cerró en algún momento de la década de 1980 después de ser comprado por Ralph Sachs. El restaurante Penthouse del edificio tenía fama de tener miembros de la mafia italiana entre su clientela frecuente.

## Demolición
El momento que Sachs había estado esperando finalmente llegó en marzo de 2012 cuando varios ladrillos cayeron de la fachada frontal del Charlevoix y golpearon un automóvil estacionado. Esto le permitió a Sachs emprender una solicitud de demolición.
El 13 de junio de 2012, la Comisión del Distrito Histórico de la Ciudad celebró una audiencia sobre la demolición propuesta del Charlevoix. Debido a que el edificio estaba en el distrito histórico de Park Avenue, la comisión tendría que aprobarla. Sachs no estuvo en la audiencia, pero sus abogados alegaron la caída de ladrillos, la presencia de acupantes ilegales, la carencia de detalles históricos, y que aparentemente Sachs no había podido encontrar un promotor. También argumentaron que Sachs no tenía los medios económicos para rehabilitar, asegurar o demoler el edificio él mismo.
Los representantes de Sachs no demostraron que él no pudiera pagar la demolición o la demolición del edificio, ni que el edificio estuviera en peligro inminente de colapso, lo que llevó al HDC a denegar el permiso. Sachs recibió quince días para presentar un plan para la estructura. No estaba claro qué pasaría si Sachs no cumplía.
El 23 de junio de 2013, los trabajadores derribaron el Charlevoix en una rápida demolición. Después de cortar las vigas en I de acero que soportan el antiguo hotel, se utilizaron cables para derribar el edificio sobre sí mismo.